# アイ・ドント・ワナ・ウェイト
「アイ・ドント・ワナ・ウェイト」（英: I Don't Wanna Wait）は、フランスのDJデヴィッド・ゲッタとアメリカのポップ・ロックバンドワンリパブリックによる楽曲。2024年4月5日にWhat a DJとワーナー・ミュージックUKよりデジタル配信リリースされた。ゲッタとワンリパブリックのフロントマンであるライアン・テダーは、モルドバ出身の音楽グループO-Zone「恋のマイアヒ」（原題: Dragostea Din Tei）をサンプリングし作曲した。ゲッタ、ダン・バラン、ライアン・テダー、マイケル・ポラック、アルダエ、ブレント・クツレ、ジャッキー・エリクソン、ジョシュ・ヴァルナドール、タイラー・スプリー、ティモフェイ・レズニコフが共にプロデュースした。ワンリパブリックの6枚目のアルバム『アーティフィシャル・パラダイス』に収録されている。

## 背景
2024年3月23日にマイアミで開催されたウルトラ・ミュージック・フェスティバルで初公開され、ゲッタとテダーが披露した。

## ミュージック・ビデオ
ミュージック・ビデオは2024年4月25日に公開された。ウルトラ・ミュージック・フェスティバルでのゲッタのパフォーマンス映像と、夜遊びをするカップルのストーリーを織り交ぜている。